# Isabelcristinia
Isabelcristinia, monogenerički biljni rod iz porodice ljuborovki (Linderniaceae). Jedina vrsta je I. aromatica, brazilski endem iz države Pernambuco

## Ime
Rod je nazvan u čast profesorice Isabel Cristine Sobreira Machado sa Federalnog sveučilišta Pernambuco (UFPE), Recife, Brazil. Ona je koordinirala studije reproduktivne biologije i specijacije u Ameroglossumu i pridonijela otkriću ovog novog roda."

## Opis
Rod je opisan u Phytotaxa 400(4): 220. 2019.

## Otkriće
Catimbaua i Isabelcristinia otkrivene su tijekom terenskih istraživanja inselbergova u sjeveroistočnom Brazilu, otkrivene su dvije. Obje vrste dijele morfološke karakteristike s nekoliko rodova Linderniaceae (Lamiales) kao što su Ameroglossum, Cubitanthus i Stemodiopsis, ali morfološke razlike su takve da se ne uklapaju ni s jednim od poznatih rodova iz Linderniaceae. Najvjerojatnije su u srodstvu s Ameroglossumom, a kao i većina članova ovog roda, biljke imaju očuvani broj kromosoma od 2n = 60. Njihova isključiva pojava na inselbergovima u sjeveroistočnom Brazilu također ukazuje na ovaj odnos, ali budući da se njihova morfologija uvelike razlikuje od Ameroglossuma i jedna drugoj, dvije nove vrste opisane su u zasebnim rodovima. Catimbaua je viseća biljka donekle slična Cubitanthusu, ali s drugačijom morfologijom stabljike i indumentom. Isabelcristinia raste na staništima sličnim, ali sušim od Ameroglossuma i vegetativno je slična. Međutim, prekriven je žljezdastim dlačicama i ima otvorene bijele cvjetove umjesto crvenih ili narančastih cjevastih cvjetova koji se nalaze u Ameroglossumu. 